# El diablo viste de Prada (novela)
El diablo viste de Prada es una novela de la escritora estadounidense Lauren Weisberger que narra las experiencias vividas por Andrea Sachs, una joven que tras licenciarse como periodista encuentra trabajo como asistente junior de Miranda Priestly, la redactora jefe de la revista Runway. Esta obra originalmente se llamaría Writer's Voice. Fue publicada en abril de 2003 y se ha convertido en un superventas.

## Sinopsis

### Resumen del argumento
El diablo viste de Prada narra la historia de una joven estadounidense llamada Andrea Sachs, quien se acaba de licenciar de periodismo en la Universidad de Brown y viaja a la gran ciudad en busca de empleo donde envía su currículum a varias compañías editoriales. Su mayor deseo es poder llegar a trabajar un día en el New Yorker. 
Sin embargo, es convocada por el departamento de recursos humanos de la compañía editorial Elias-Clark para trabajar como ayudante junior de la redactora jefe de la revista Runway, Miranda Priestly: un trabajo por el que según la joven que le ofrecía el empleo, "Miles de chicas darían un ojo de la cara".
Andrea, ávida de deseos de trabajar y aprender, acepta. Además, se entera de que si dura un año trabajando para dicha editora equivaldría a unos cinco años trabajando para otra editorial y por lo tanto podría tener el puesto que quisiera. 
Mientras Andrea trabaja para Miranda Priestly se van desarrollando una serie de situaciones y conflictos entre ella y su jefa, quien hace peticiones prácticamente imposibles de complacer y que siempre se maneja por una conducta caprichosa. Al principio Andrea o Andie, como le llaman sus seres queridos, no encaja en el estilo de vida de Runway, pues no le interesa la moda. Sin embargo, después llega a ser parte de este estilo guiada por los ayudantes de moda de la revista y por Miranda, quien con insinuaciones y miradas le da a entender que su estilo no es el adecuado.
Su personaje presenta una lucha y rechazo interior hacia su jefa y hacia el exigente y superficial estilo de vida Runway, pero a pesar de esto hace algunos amigos como son Emily, la asistente principal de Miranda; James, el asesor de modas; y Christian, un joven y célebre escritor de quien se llega a sentir atraída y con quien se besa.
Mientras se dan todos estos acontecimientos en su trabajo, la vida personal y sentimental de Andrea se ve seriamente afectada por las exigencias de su trabajo y de Miranda, quienes le absorben la mayor parte de su tiempo. Tanto es así que tarda bastante tiempo en poder ir a su casa natal en Avon a conocer a su sobrino recién nacido. Además, merma considerablemente la relación con su novio Alex, con quien casi no comparte. Por lo tanto, deciden darse un tiempo.
El desenlace de la historia ocurre cuando Andie está con Miranda en los desfiles de París y simultáneamente su mejor amiga Lily sufre un accidente automovilístico que la deja en coma. Andie se ve en una encrucijada, pues sabe que Miranda no la dejaría irse a su casa, a pesar de tan terrible acontecimiento. Es entonces cuando Andie decide actuar y darle prioridad a lo más importante, que son su familia y amigos. Entonces, Andie abandona a Miranda en París, después de haberle gritado frente a un montón de personas de la moda: "¡Vete al diablo, Miranda! ¡Vete al diablo!".
Luego Andie llega a Estados Unidos y recibe la noticia de que está despedida, aunque ella se lo imaginaba y lo consideraba obvio por su actitud hacia Miranda en París. Pero esto no le importaba porque era lo que ella deseaba, salir del mundo Runway. Así es que Andrea decide irse a la casa de sus padres junto a su amiga Lily, quien se recupera del accidente. Más tarde, otra mujer que también había sido asistente de Miranda y entendía perfectamente cómo se sentía Andrea, le ofrece trabajo en una revista. Más adelante Andrea debe ir de nuevo a los edificios de Elias-Clark a una entrevista de trabajo y ve a una joven toda atareada, y descubre que esta es la nueva asistente de Miranda.

## Personajes Principales
- Andrea Sachs (Andy): Personaje principal y narradora de la obra. Es la asistente junior de Miranda Priestly. No le interesa la moda ni el estilo de vida de la revista Runway.

- Miranda Priestly: Redactora jefe de la revista Runway. Jefa caprichosa, adicta a la moda, con un férreo carácter.

- Alex: Novio de Andrea, profesor en una escuela primaria.

- Lily: Mejor amiga de Andrea. Alcohólica, estudió literatura.

- Emily: Asistente principal de Miranda.

- Christian: Reconocido escritor.

## Ideas Principales
- Andrea soportaba tanto como ayudante de Miranda Priestly porque se decía a sí misma que si lograba soportar un año trabajando para ella podría conseguir empleo en donde quisiera.

- El mayor deseo de Andrea era algún día poder trabajar en el New Yorker.

- Andrea decidió abandonar a Miranda en París porque se dio cuenta de que estaba dejando de lado a sus familiares y amigos que eran lo más importante.

- La frase de Miranda hacia Andrea: -"Me recuerdas a mí cuando tenía tu edad". Fue la frase que prácticamente hizo que Andrea recapacitara. Se estaba dando cuenta de que se estaba convirtiendo en una persona igual a Miranda.

## Éxito comercial
Esta ha sido la obra de mayor difusión de la escritora Lauren Weisberger. Se mantuvo seis meses en las listas de superventas de New York Times. Además, ha sido vendida en 31 países. Fox realizó una película protagonizada por Meryl Streep interpretando a Miranda Priestly y Anne Hathaway en el papel de Andrea Sachs.

## Diferencias entre el libro y la película
El libro de The Devil Wears Prada mantiene muchas diferencias frente a la película. Básicamente la temática de Andrea y su tirana jefa es la misma. Pero existen muchas diferencias en cuanto a los personajes:
- Las descripciones de Christian, Nigel y Lily en la película no van de acuerdo a las descripciones del libro. Varían su nombre, ocupación y descripción física. El nombre de Christian cambia. En el libro es Christian Collinsworth, y en la película su apellido cambia a Thomphson. Nigel varía en lo físico, en la película es delgado, calvo, y homosexual, mientras que en el libro es un metrosexual musculoso (a lo monstruo), moreno (artificialmente) y un corte de cabello a lo emperador chino (calvo a los lados y una cola de caballo en la copa). Lily varía en lo psicológico. En el libro es una estudiante universitaria (estudia ruso) y es alcohólica.

- Varían el nombre y la ocupación del novio de Andy. En el libro se llama Alex y es profesor de idiomas, mientras que en la película se llama Nate y es chef. En el libro Andie y Alex no viven juntos, ya que ella vive con su amiga Lily; pero en la película Andie y Nate viven juntos.

- También, la propia Andie no va de acuerdo con las características físicas, pues en el libro se describe como una rubia, mientras que en la película es interpretada por Anne Hathaway quien tiene el cabello castaño.

- La relación entre Emily y Andrea es distinta en el libro que a la de la película. En el libro, Emily es una pelirroja de ojos verdes con una piel tan blanca como la leche. Aunque es una total amante de la moda, cada vez que Miranda no se encuentra en la oficina cambia sus Manolo Blahnik por unas Adidas. Cuando Miranda está de vacaciones o en los fashion weeks internacionales, viste pantalones holgados, con camisas tejanas y zapatillas deportivas, un look bastante casual. Mientras que si Miranda se encuentra, viste de alta costura y con ropa incómoda. Entre Andrea y Emily la relación es distinta, puesto que en el libro son buenas amigas que se ayudan entre ambas, aunque varía. A veces (por lo general por las exigencias de Miranda), tienen roces conflictivos, y en la película Emily nunca se arriesga a andar con looks casuales, siempre con alta costura. Es hasta el final de la película donde siente una conexión amistosa con Andrea.

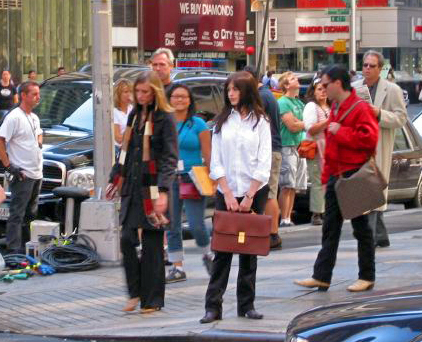
Anne Hathaway grabando una de las escenas en NY de The devil wears Prada.

## Comentarios
Aunque el libro se refiere a nombres de personajes ficticios, se ha llegado a creer que la autora Lauren Weisberger se basó en su experiencia como asistente de Anna Wintour en la revista Vogue para escribir el libro. Anna Wintour es la editora de la revista Vogue, quien es conocida por su fuerte carácter y sus peticiones imposibles de satisfacer.